# 緒方恵美の銀河にほえろ!
緒方恵美の銀河にほえろ!（おがためぐみのぎんがにほえろ）は、文化放送で1996年4月7日から1998年4月5日に放送されたアニラジ。放送時間は日曜24:30 - 25:00。通称「銀ほえ」。

## 概要
パーソナリティは緒方恵美。番組内での緒方の呼び名は、テレビゲーム『メルティランサー』の役にちなんだ「司令」、あるいは緒方自身の人柄による「兄貴」または「男八段」であり、それがそのままその後のラジオ番組等でも彼女の渾名として定着している。ディレクターは開始当初が「おたささ」ことおたっきぃ佐々木、2代目が「オレ様ちゃん」こと川口泰三。提供はポリグラムとイマジニア。
元々は『メルティランサー』の販促番組『緒方恵美の銀河にほえろ! メルティランサー』としてスタートしたが、後に番組名からメルティランサーをとった『緒方恵美の銀河にほえろ!』へと変更し、軽妙なフリートークと下ネタ投稿の連発によって人気を博した。同時期に文化放送で放送していた『久川綾のSHINY NIGHT』『愛と由美のあぁぁ新天地!』（あるいは『電撃大賞』）とともに文化放送の外道御三家または青二三大エロ番組と呼ばれていた。当番組の人気はその中でも群を抜いており、番組内での緒方の発言によれば、番組に送られてくるハガキの数は毎週平均2,000枚前後、放送終了が発表されてからは8,000枚まで増加したという。
下ネタが多いという番組の特徴の一方で、コーナーの1つ「人生相談」では時として投稿してきたリスナーを叱り諭すこともあるなど、真面目な話は真面目な話としてしっかり扱われていた。なお、「人生相談」は酒を飲みつつ番組を進めるコーナーであり、酒はリスナーからの献上品であった。
投稿のハガキではリスナー自身が名づけたペンネームは禁止されており、本名での投稿を原則としていた。匿名を希望の場合は投稿のハガキに「ニックネーム希望」と記し、ハガキの内容に応じて緒方がニックネームを名づける方式が採られており、以降はここで名づけられたニックネームを使わなければならないと決められていた。独特で癖のあるシステムだったが、その後も他番組に本名で投稿し続けた常連や、当番組で名づけられたニックネームを使い続ける者がいたことからも当時の人気が窺われる。またハガキ採用者には番組内での役職が与えられており、最下級の「お茶汲み」から最上級の「捜査官」まで採用回数とネタの面白さに応じて昇進するシステムで、「捜査官」のリスナーは「捜査官の部屋」というコーナーに毎週ネタを投稿することが義務付けられていた。
常連リスナーの中に当時他局の現役ADがいて「お茶汲み」の役職が与えられていたことから、緒方がその局の番組に出演したときに、実際にそのAD本人がお茶を汲んで持ってきた逸話がある。
2003年4月から配信開始のインターネットラジオ『〜緒方vs土門〜UKIUKIミ☆漢組!』では緒方がパーソナリティ、ぐれさまちゃんがディレクターを務めており、内容や常連リスナーも『緒方恵美の銀河にほえろ!』と基本的に共通する部分が多い。2005年4月配信開始の『〜緒方vs土門〜MOEMOE・漢組!』、2007年4月配信開始の『緒方恵美の薔薇色天獄』も類似した内容で放送されている。